# Jana Zjdanova

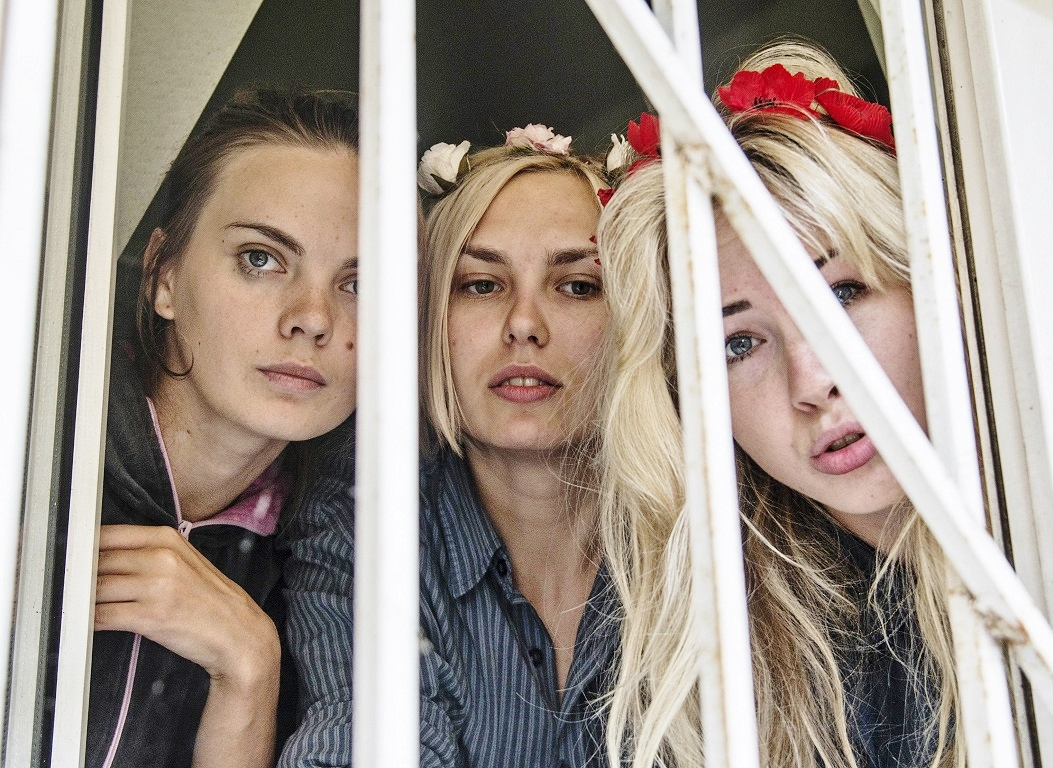
Jana Zjdanova mellan Oksana Sjatjko (till vänster) och Sasja Sjevtjenko i Kievs domstol, 2013.

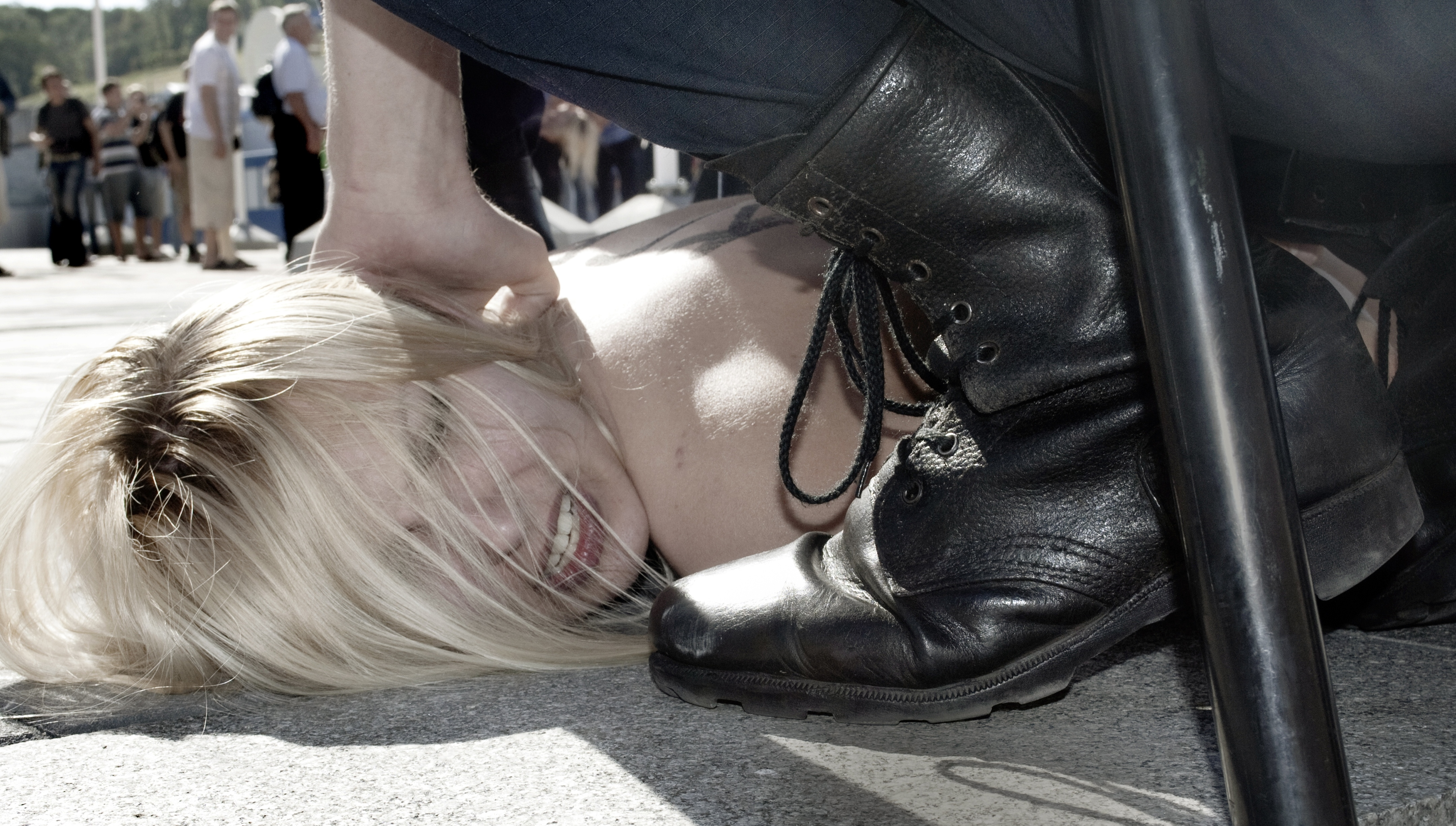
Jana Zjdanova vid Olympijskajatorget i Kiev 2012.

Jana Zjdanova, född 28 februari 1988 i Makejevka, Ukrainska SSR, Sovjetunionen, är en ukrainsk feministisk aktivist. Hon har sedan år 2000 varit en ledande medlem av Femen.

## Biografi
Zjdanova föddes i Makijivka, då Makejevka i Sovietunionen. Efter skolgång i Makijivka och Donetsk, började hon i Kievs Universitet för Kultur och Konst, där hon 2010 fick masterexamen i kulturhistoria. Mellan 2009 och 2012 arbetade hon som dansare på mindre teatrar och nattklubbar i Kiev, men konst, litteratur och arkitektur förblev de stora intressena i hennes liv.
År 2008 arbetade hon som korrespondent åt den ukrainska dagstidningen Life. Då inleddes också hennes deltagande i feministiska aktioner tillsammans med Aleksandra Sjevtjenko. Hennes första offentliga protest med Femen var riktad mot den ukrainska författaren Oles Buzina. År 2009 deltog hon tillsammans med Aleksandra Sjevtjenko, Oksana Sjatjko och Inna Sjevtjenko i en protest i Kiev under parollen "Ukraine is not a brothel" mot att ett ökande antal kvinnor figurerade i sexturism och prostitution.
År 2012 deltog hon i en Femen-aktion i Istanbul under Internationella kvinnodagen under parollen "Stop domestic violence". Hon blev arresterad av turkisk polis och utvisades ur landet.
Samma år protesterade hon i Kiev på åklagarmyndighetens byggnad mot mordet på Oksana Makar, vilket fick stor massmedial uppmärksamhet både i och utanför Ukraina. Senare under 2012 klättrade hon upp i klocktornet på Sankta Sofia-kyrkan i Kiev, där hon ringde i klockorna som en protest mot abortförbud. Hon protesterade också framför Kievs olympiastadion mot den vitryske presedenten Lukasjenkos ankomst.
År 2013 deltog hon i en protest framför Kievs moské för Amina Tyler. Tyler är en ung tunisisk kvinna som hade satts i fängelse för att hon lagt ut avklädda bilder på sig själv på internet. Samma år deltog hon i en aktion utanför Ukrainas ambassad i Paris, där hon urinerade på ett fotografi av president Viktor Janukovytj och senare i Bryssel mot Rysslands Vladimir Putin som då var där. 
År 2014 klättrade hon upp på taket av Moulin Rouge i Paris.
Den 12 februari 2014 fick hon asyl i Frankrike.

## Filmografi
- Ukraine is Not a Brothel, av Kitty Green, 2013.[5]